# Novorizonte
Novorizonte – miasto i gmina w Brazylii, w stanie Minas Gerais.